# Siedlung Heidenkessel
Die Siedlung Heidenkessel ist ein Wohnplatz sowie ein ehemaliger Steinbruch, der auf der Gemarkung des Tauberbischofsheimer Stadtteils Dittwar im Main-Tauber-Kreis in Baden-Württemberg liegt. Der historische „Heidenkessel“ war eine keltische Opferstätte. Der Ort gilt daher schon in der Zeit v. Chr. als besiedelt.

## Lage
Die Siedlung Heidenkessel liegt etwa einen Kilometer nordwestlich von Dittwar am Rande des Muckbachtals. Nach einem weiteren Kilometer in nördlicher Richtung folgt die Kleinsiedlung am Bahnhof Dittwar, wo der Muckbach in den Brehmbach mündet. Etwa drei Kilometer nordwestlich der Siedlung befindet sich Tauberbischofsheim.

## Geschichte

### Frühzeit
Prähistorische Funde, unter anderem ein Opferstein (namensgebend für den „Heidenkessel“), deuten darauf hin, dass das heutige Siedlungsgebiet bereits in der Zeit v. Chr. besiedelt war. Am „Wetterkreuz“, das sich in zwei bis drei Kilometern Entfernung befindet, trafen sich die beiden Keltenfernstraßen Main-Neckar und Spessart-Hohenlohe. Der Opferstein am Heidenkessel war daher wahrscheinlich keltischen Ursprungs und Teil einer Kultstätte.

### Mittelalter
Bevor der benachbarte Ort Dittwar im Jahr 1222 eine selbständige Pfarrei wurde, war die Siedlung Heidenkessel schon bewohnt, denn die Dittwarer Christen pilgerten an den Kirchenfesten nach Bischofsheim (heute: Tauberbischofsheim) und wurden laut Überlieferung am Heidenkessel von den dort wohnenden Heiden mit Dreck beworfen.

### Neuzeit
Im Steinbruch am Heidenkessel wurde im 19. und 20. Jahrhundert (unter anderem durch das Unternehmen Zeidler & Wimmel) vor allem der Travertinstein abgebaut. Dieser Stein wurde wegen seiner Haltbarkeit nachgefragt. Travertin vom Heidenkessel wurde unter anderem zum Bau des Reichsparteitagsgebäudes in Nürnberg und des Rathauses in Rio de Janeiro geliefert. Die Bahnstrecke Tauberbischofsheim-Dittwar-Königheim wurde auch aufgrund dieses Steinbruchs und dem notwendigen Abtransport der gefragten Steine von 1912 bis 1914 erbaut. Mit Pferdefuhrwerken wurden die Steinbrocken vom Heidenkessel zum etwa einen Kilometer entfernten Bahnhof Dittwar befördert und dort auf Güterzüge verladen. Nach dem Zweiten Weltkrieg wurde nochmals für kurze Zeit im Steinbruch am Heidenkessel gearbeitet, bevor der Betrieb endgültig eingestellt wurde.
Über die Beschaffenheit des historischen „Heidenkessels“ ist nur wenig überliefert. Im Jahre 1864 wurde dieser Opferstein tragischerweise gesprengt und für den Bau einer Bahnbrücke an der Halbigsmühle verarbeitet. Historiker halten für den Heidenkessel neben der vermuteten Gestalt eines Altars die Tatsache, dass der Kessel mit dem Fels unter dem gesamten Hügel zusammengehörte, für wahrscheinlicher. Es wurde unter anderem berichtet, dass es sich bei dem eigentlichen „Kessel“, in dem geopfert wurde, um eine kleinere Vertiefung in einem sehr großen Travertinbrocken handeln könnte.
Am 1. Januar 1975 wurde die Siedlung Heidekessel zusammen mit der Gemeinde Dittwar, der sie angehörte, nach Tauberbischofsheim umgegliedert.